# Jacob David Bekenstein
Jacob David Bekenstein (Ciudad de México, 1 de mayo de 1947-Helsinki, 16 de agosto de 2015) fue un físico teórico y astrónomo estadounidense e israelí nacido en México, quien investigó la relación entre los agujeros negros, su entropía y su relación con la teoría de la información.
Jacob Bekenstein se doctoró en 1972 en la Universidad de Princeton. Trabajó en la Universidad Ben Gurión en Israel, donde llegó a ser profesor en 1978 y profesor Arnow de Astrofísica en 1983. En 1990 se trasladó a la Universidad Hebrea de Jerusalén, donde fue profesor Polak de Física Teórica. Era miembro de la Academia Israelita de Ciencias y Humanidades, de la Academia de Ciencias Mundo Judío y la Unión Astronómica Internacional. Bekenstein fue galardonado con el Premio Rothschild y el Premio Israel. Su interés científico incluía la teoría gravitacional, la física de los agujeros negros, la magnetohidrodinámica relativista, la dinámica galáctica y la teoría de la información.

## Premios
- 1988, Premio Rothschild
- 2005, Premio Israel
- 2012, Premio Wolf en Física
- 2015, Premio Einstein